# Kanton Saint-Malo-2
 Saint-Malo-2 is een kanton van het Franse departement Ille-et-Vilaine. Het kanton maakt deel uit van het arrondissement Rennes.

In 2020 telde het 44.955 inwoners.

Het kanton werd gevormd ingevolge het decreet van 18 februari 2014 met uitwerking op 22 maart 2015, met Saint-Malo als hoofdplaats.

## Gemeenten
Het kanton omvat volgende gemeenten:
- Saint-Malo (hoofdplaats) (zuidelijk deel)
- Dinard
- Le Minihic-sur-Rance
- Pleurtuit
- La Richardais
- Saint-Briac-sur-Mer
- Saint-Jouan-des-Guérets
- Saint-Lunaire